# 法政學群
法政學群是中華民國普通大學學群之一，屬於第一類組，與法律、政治相關的學系都屬於法政學群。

## 相關校系
| 大學名稱         | 相關學系（*表示該大學獨有）                                                  |
| ---------------- | ---------------------------------------------------------------------------- |
| 國立臺灣大學     | 政治學系、法律學系                                                           |
| 國立政治大學     | 法律學系、政治學系、公共行政學系、*地政學系、*外交學系                       |
| 國立東華大學     | 公共行政學系、法律學系、*民族發展與社會工作學系、*教育行政與管理學系         |
| 國立臺北大學     | *公共行政暨政策學系、法律學系                                                |
| 世新大學         | 法律學系、行政管理學系                                                       |
| 銘傳大學         | 法律學系、*財金法律學系、*公共事務學系                                       |
| 東吳大學         | 政治學系、法律學系                                                           |
| 中國文化大學     | 法律學系、政治學系、行政管理學系                                             |
| 國立臺灣海洋大學 | *海洋法政學士學位學程(學系)                                                  |
| 輔仁大學         | 法律學系、*學士後法律學系、財經法律學系                                      |
| 真理大學         | 法律學系                                                                     |
| 開南大學         | 法律學系、*公共事務管理學系                                                  |
| 玄奘大學         | 法律學系                                                                     |
| 國立中興大學     | 法律學系                                                                     |
| 靜宜大學         | 法律學系                                                                     |
| 東海大學         | 法律學系、政治學系、*行政管理暨政策學系                                      |
| 國立中正大學     | 法律學系、財經法律學系、政治學系                                             |
| 國立成功大學     | 政治學系、法律學系                                                           |
| 國立高雄大學     | *政治法律學系、法律學系、財經法律學系                                        |
| 高雄市立空中大學 | 法律學系法學組、法律學系政治法律組                                           |
| 中原大學         | 財經法律學系                                                                 |
| 中信金融管理學院 | 財經法律學系                                                                 |
| 淡江大學         | 公共行政學系、*外交與國際關係學系全英語學士班、*全球政治經濟學系全英語學士班 |
| 南華大學         | *國際事務與企業學系                                                          |
| 國立金門大學     | *國際暨大陸事務學系、*海洋與邊境管理學系                                     |
| 臺北市立大學     | *社會暨公共事務學系                                                          |
| 國立暨南國際大學 | *公共行政與政策學系                                                          |
| 國立臺南大學     | 行政管理學系                                                                 |
| 國立臺東大學     | *公共與文化事務學系                                                          |
| 義守大學         | *公共政策與管理學系                                                          |

## 畢業出路

### 國家考試
公務人員：法官、檢察官、書記官、政府行政人員、調查局人員。
專技人員：律師 （页面存档备份，存于）、代書（地政士）、保險中介 (保險紀經人、保險代理人）、民間公證人

### 非國家考試
民意代表（立法委員、議員、鄉鎮市民代表）、民營企業法務人員 （页面存档备份，存于）

## 外部連結
- 法政學群 - 大學網路博覽會 （页面存档备份，存于）